# Mingkamon Koomphon
Mingkamon Koomphon (* 4. Januar 1998) ist eine thailändische Leichtathletin, die sich auf den Hammerwurf spezialisiert hat und in dieser Disziplin momentane Inhaberin des Landesrekordes ist.

## Sportliche Laufbahn
Erste internationale Erfahrungen sammelte Mingkamon Koomphon bei den Jugendasienspielen 2013 in Nanjing, bei denen sie mit 59,58 m die Goldmedaille gewann. Anschließend gewann sie bei den Südostasienspielen in Naypyidaw mit 51,82 m die Bronzemedaille hinter ihrer Landsfrau Panwat Gimsrang und Renee Kelly Lee Casier aus Malaysia. 2015 siegte sie dann bei den Südostasienspielen 2015 in Singapur mit 56,57 m. 2016 gewann sie bei den Juniorenasienmeisterschaften in der Ho-Chi-Minh-Stadt mit 56,44 m die Bronzemedaille und 2017 gewann sie bei den Südostasienspielen in Kuala Lumpur mit 56,15 m die Silbermedaille hinter der Malaysierin Grace Wong Xiu Mei. 2018 nahm sie erstmals an den Asienspielen in Jakarta teil und belegte dort mit 61,18 m den sechsten Platz. 2019 gewann sie bei den Südostasienspielen in Capas mit 55,99 m erneut die Goldmedaille und 2022 sicherte sie sich bei den Südostasienspielen in Hanoi mit 50,28 m die Silbermedaille hinter Grace Wong Xiu Mei, wie auch bei den Südostasienspielen 2023 in Phnom Penh mit 57,86 m. Anschließend wurde sie bei den Asienmeisterschaften in Bangkok mit 57,13 m Neunte. Ende September gelangte sie bei den Asienspielen in Hangzhou mit 60,30 m auf Rang acht. 2025 belegte sie bei den Asienmeisterschaften in Gumi mit 61,42 m den sechsten Platz.
In den Jahren 2013, 2014 und 2020 wurde Koomphon thailändische Meisterin im Hammerwurf.